# Jason MacIntyre
Jason MacIntyre (20. september 1973 – 15. januar 2008) var en skotsk landevejscykelrytter.
Den 15. januar 2008 blev Jason MacIntyre dræbt af en lastbil, da han var ved at træne på sin cykel, tæt på sit hjem i Skotland. Han blev med det samme transporteret med helikopter til et hospital. MacIntyre døde på vejen dertil.
MacIntyre efterlod sig kone og to tvillingedøtre.

## Eksterne links
- Jason MacIntyre's hjemmeside Arkiveret 19. januar 2008 hos  Wayback Machine
- Profil på cykelsiderne.net Arkiveret 31. januar 2022 hos  Wayback Machine

| Cykling | Spire Denne biografi om en cykelrytter er en spire som bør udbygges. Du er velkommen til at hjælpe Wikipedia ved at udvide den. |